# 鍋島忠茂
鍋島 忠茂（なべしま ただしげ）は、肥前鹿島藩の初代藩主。

## 人物
天正12年（1584年）11月28日、鍋島直茂の次男として佐賀城で生まれる。兄は佐賀藩の初代藩主である鍋島勝茂。生母については、『寛政重修諸家譜』では石井常延の娘・陽泰院としているが、他の系図では井手口小左衛門の妹としている。ただし、忠茂創建になる泰智寺は、忠茂が両親のために建て、寺号を直茂の法名・日峯宗智、陽泰院の法名から命名しており、陽泰院が生母であった可能性が高い。
忠茂は、早くから父や兄と共に豊臣秀吉に仕え、文禄4年（1595年）の文禄の役では父や兄と共に朝鮮に渡海して朝鮮軍と戦った。慶長2年（1597年）の慶長の役にも参加している。
慶長5年（1600年）9月の関ヶ原の戦いで、兄の勝茂が西軍に与したため、戦後に徳川家康によって処罰されかけたが、父の命令で西軍の立花宗茂を攻めて鍋島家の存続に尽力した。慶長6年（1601年）には家康への人質として江戸に赴いた。慶長7年（1602年）から家康の三男・秀忠の近習として仕えたが、秀忠に寵愛されて「忠」の偏諱を授けられて忠茂と改名した。また、下総矢作に5000石を与えられ、従五位下・和泉守に叙任されることとなった。
慶長13年（1608年）に中風を患ったために帰国を許され、以後は蓮池で養生した。しかし、父や兄からは幕府とのパイプ役として重んじられて、慶長14年（1609年）に2万石を分知され、下総の5000石と合わせて2万5000石の大名となり、常広城を修築して居城とし、鹿島藩を立藩した。しかし病気のため、藩政を執ることはほとんどなかったといわれる。
慶長19年（1614年）に大坂冬の陣が始まると、忠茂は病身を押して参加したため、秀忠に激賞された。その後は矢作で療養したが、回復せずに寛永元年（1624年）8月4日に矢作で死去した。享年41。
跡を長男の正茂が継いだ。

## 系譜
父母
- 鍋島直茂（父）
- 陽泰院 ー 石井常延の娘、一説には井手口小左衛門の妹（母）

正室、継室
- 秋山砂智 ー 江上家種の娘（正室）
- 隆子、仏晃院 ー 関部兵部の娘（継室）

子女
- 鍋島正茂（長男）生母は仏晃院（継室）
- 佐野茂久
- 鍋島茂貞
- 鍋島茂綱室